# Festival di Cannes 2013
La 66ª edizione del Festival di Cannes ha avuto luogo a Cannes dal 15 maggio al 26 maggio 2013. Anche per questa edizione, per il tredicesimo anno consecutivo, la direzione artistica è stata affidata a Thierry Frémaux.
Il film d'apertura è stato Il grande Gatsby di Baz Luhrmann, mentre il film di chiusura è stato Zulu di Jérôme Salle.
La giuria, presieduta dal regista statunitense Steven Spielberg, ha assegnato la Palma d'oro per il miglior film a La vita di Adele di Abdellatif Kechiche, attribuita eccezionalmente anche alle attrici protagoniste Adele Exarchopoulos e Léa Seydoux.
Il poster di questa edizione ritrae Joanne Woodward e Paul Newman in una scena del film Il mio amore con Samantha, film del 1963 diretto da Melville Shavelson.
Madrina della manifestazione è stata l'attrice francese Audrey Tautou.

## Selezione ufficiale
La dichiarazione di larga parte del programma si è tenuta il 18 aprile 2013 a Parigi in una conferenza per la stampa.

### Concorso
- Giovane e bella (Jeune et Jolie), regia di François Ozon (Francia)
- Heli, regia di Amat Escalante (Messico)
- Il passato (Le Passé), regia di Asghar Farhadi (Francia)
- Il tocco del peccato (Tian Zhu Ding), regia di Jia Zhangke (Cina)
- Jimmy P. (Jimmy P. (Psychotherapy of a Plains Indian)), regia di Arnaud Desplechin (Francia/Stati Uniti d'America)
- Father and Son (Soshite chichi ni naru), regia di Hirokazu Kore-eda (Giappone)
- A proposito di Davis (Inside Llewyn Davis), regia di Joel ed Ethan Coen (Stati Uniti d'America)
- Borgman, regia di Alex Van Warmerdam (Paesi Bassi)
- Proteggi l'assassino - Shield of Straw (Wara No Tate 藁の楯), regia di Takashi Miike (Giappone)
- Un castello in Italia (Un château en Italie), regia di Valeria Bruni Tedeschi (Francia)
- La grande bellezza, regia di Paolo Sorrentino (Italia/Francia)
- Dietro i candelabri (Behind the Candelabra), regia di Steven Soderbergh (Stati Uniti d'America)
- Solo Dio perdona (Only God Forgives), regia di Nicolas Winding Refn (Francia/Danimarca)
- Grigris, regia di Mahamat-Saleh Haroun (Francia/Ciad)
- Nebraska, regia di Alexander Payne (Stati Uniti d'America)
- La vita di Adele (La Vie d'Adèle), regia di Abdellatif Kechiche (Francia/Belgio/Spagna)
- C'era una volta a New York (The Immigrant), regia di James Gray (Stati Uniti d'America)
- Michael Kohlhaas, regia di Arnaud des Pallières (Francia/Germania)
- Venere in pelliccia (La Vénus à la fourrure), regia di Roman Polański (Francia)
- Solo gli amanti sopravvivono (Only Lovers Left Alive), regia di Jim Jarmusch (Stati Uniti d'America)

### Fuori Concorso
- Il grande Gatsby (The Great Gatsby), regia di Baz Luhrmann (Australia/Stati Uniti d'America) - film d'apertura
- Blood Ties - La legge del sangue (Blood Ties), regia di Guillaume Canet (Francia/Stati Uniti d'America)
- All Is Lost, regia di J.C. Chandor (Stati Uniti d'America)
- Le Dernier des injustes, regia di Claude Lanzmann (Francia/Austria)
- Zulu, regia di Jérôme Salle (Francia) - film di chiusura

### Proiezioni di Mezzanotte
- Moonsoon Shootout, regia di Amit Kumar (Regno Unito/India)
- Blind Detective, regia di Johnnie To (Hong Kong)

### Proiezioni speciali
- Muhammad Ali's Greatest Fight, regia di Stephen Frears (Stati Uniti d'America)
- Stop the Pounding Heart, regia di Roberto Minervini (Stati Uniti d'America/Italia/Belgio)
- Weekend of a Champion, regia di Roman Polański
- Seduced and Abandoned, regia di James Toback (Stati Uniti d'America)
- Otdat Konci, regia di Taisia Igumentseva (Russia)

### Tributo all'India
- Bombay Talkies, regia di Anurag Kashyap, Dibakar Banerjee, Zoya Akhtar, Karan Johar (India)

### Tributo a Jerry Lewis
- Max Rose, regia di Daniel Noah (Stati Uniti d'America)

### Un Certain Regard
- Bling Ring (The Bling Ring), regia di Sofia Coppola (Stati Uniti d'America) - film d'apertura
- Omar, regia di Hany Abu-Assad
- Death March, regia di Adolfo Alix Jr. (Filippine)
- Fruitvale Station, regia di Ryan Coogler (Stati Uniti d'America)
- Les Salauds, regia di Claire Denis (Francia)
- Norte, Hangganan Ng Kasaysayan, regia di Lav Diaz (Filippine)
- As I Lay Dying, regia di James Franco (Stati Uniti d'America)
- Tore tanzt, regia di Katrin Gebbe (Germania)
- Miele, regia di Valeria Golino (Italia/Francia)
- Lo sconosciuto del lago (L'Inconnu du lac), regia di Alain Guiraudie (Francia)
- Bends, regia di Flora Lau
- L'Image manquante, regia di Rithy Panh (Francia)
- The German Doctor (Wakolda), regia di Lucía Puenzo (Argentina/Spagna/Francia/Germania/Norvegia)
- La gabbia dorata (La jaula de oro), regia di Diego Quemada-Díez (Messico)
- Sarah préfère la course, regia di Chloé Robichaud (Canada)
- Dastneveštehā nemi-sōzand, regia di Mohammad Rasoulof (Iran)
- My Sweet Pepperland, regia di Hiner Saleem
- Grand Central, regia di Rebecca Zlotowski (Francia)

## Settimana internazionale della critica

### Lungometraggi
- The Lunchbox Dabba, regia di Ritesh Batra (India/Francia/Germania)
- The Major, regia di Yuri Bykov (Russia)
- Salvo, regia di Fabio Grassadonia e Antonio Piazza (Italia/Francia)
- Nos héros sont morts ce soir, regia di David Perrault (Francia)
- Le Démantèlement, regia di Sébastien Pilote (Canada)
- Los Dueños, regia di Agustin Toscano ed Ezequiel Radusky (Argentina)
- Il superstite (For Those in Peril), regia di Paul Wright (Regno Unito)

### Proiezioni speciali
- Suzanne, regia di Katell Quillevéré (Francia) - film d'apertura
- Les Rencontres d'après minuit, regia di Yann Gonzalez (Francia)
- Senza santi in paradiso (Ain't Them Bodies Saints), regia di David Lowery (Stati Uniti d'America)

## Quinzaine des Réalisateurs
- The Congress, regia di Ari Folman (Germania/Israele/Polonia/Francia/Belgio/Lussemburgo) - film d'apertura
- L'Escale, regia di Kaveh Bakhtiari (Svizzera/Francia)
- Il gigante egoista (The Selfish Giant), regia di Clio Barnard (Regno Unito)
- Tip Top, regia di Serge Bozon (Francia)
- Ilo Ilo, regia di Anthony Chen (Singapore)
- Après la nuit, regia di Basil Da Cunha (Svizzera)
- Tutto sua madre (Les Garçons et Guillaume, à table!), regia di Guillaume Gallienne (Francia)
- La danza de la realidad, regia di Alejandro Jodorowsky (Cile)
- Ugly, regia di Anurag Kashyap (India)
- On the Job, regia di Erik Matti (Filippine)
- We Are What We Are, regia di Jim Mickle (Stati Uniti d'America)
- Henri, regia di Yolande Moreau (Francia)
- A Strange Course of Events, regia di Raphaël Nadjari (Francia/Israele)
- Un voyageur, regia di Marcel Ophüls (Francia)
- Jodorowsky's Dune, regia di Franck Pavich (Stati Uniti d'America/Francia)
- La Fille du 14 juillet, regia di Antonin Peretjatko (Francia)
- Apache (Les Apaches), regia di Thierry de Peretti (Francia)
- The Last Days on Mars, regia di Ruairi Robinson (Regno Unito)
- El verano de los peces voladores, regia di Marcela Said (Cile/Francia)
- Blue Ruin, regia di Jeremy Saulnier (Stati Uniti d'America)
- Magic Magic, regia di Sebastián Silva (Cile/Stati Uniti d'America)

### Cortometraggi
- O umbra de nor, regia di Radu Jude
- Le Quepa sur la vilni!, regia di Yann Le Quellec
- Lágy Eső, regia di Dénes Nagy
- Gambozinos, regia di João Nicolau
- Pouco mais de um mês, regia di André Novais Oliveira
- Swimmer, regia di Lynne Ramsay
- Solecito, regia di Oscar Ruiz Navia
- Man kann nicht auf einmal alles tun, aber man kann auf einmal alles lassen, regia di Marie-Elsa Sgualdo
- Que je tombe tout le temps, regia di Eduardo Williams
- Nel Segno della Taranta di Francis Calsolaro

## Giurie

### Concorso

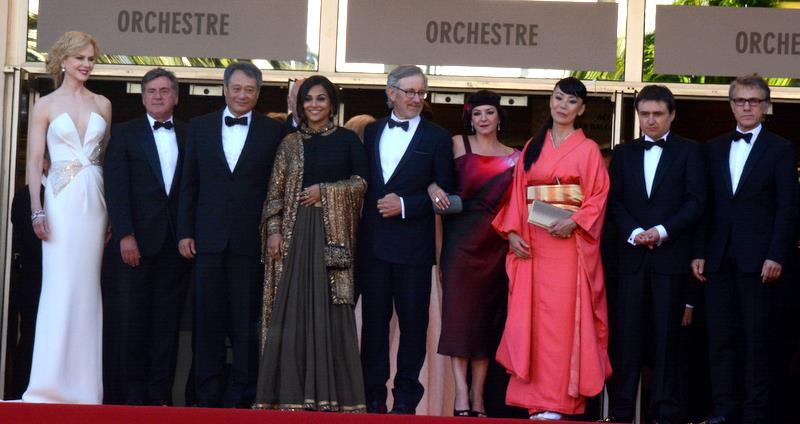
La giuria del concorso

- Steven Spielberg, regista (Stati Uniti d'America) - presidente
- Daniel Auteuil, attore (Francia)
- Vidya Balan, attrice (India)
- Naomi Kawase, regista (Giappone)
- Ang Lee, regista (Taiwan/Stati Uniti d'America)
- Nicole Kidman, attrice (Australia)
- Cristian Mungiu, regista (Romania)
- Lynne Ramsay, regista (Scozia)
- Christoph Waltz, attore (Austria/Germania)

### Un Certain Regard
- Thomas Vinterberg, regista (Danimarca) - presidente
- Zhang Ziyi, attrice (Cina)
- Ludivine Sagnier, attrice (Francia)
- Ilda Santiago, direttrice del Festival de Rio (Brasile)
- Enrique Gonzalez Macho, produttore cinematografico (Spagna)

### Camera d'Or
- Agnès Varda, regista (Francia) - presidente
- Isabel Coixet, regista (Spagna)
- Régis Wargnier, regista (Francia)
- Chloé Rolland, critica (Francia)
- Michel Abramowicz, direttore della fotografia (Francia)
- Gwénolé Bruneau, responsabile vendite di una società cinematografica (Francia)
- Éric Guirado, regista (Francia)

### Cinéfondation e cortometraggi
- Jane Campion, regista (Nuova Zelanda) - presidente
- Maji-da Abdi, attrice e regista (Etiopia)
- Nicoletta Braschi, attrice e produttrice (Italia)
- Nandita Das, attrice e regista (India)
- Semih Kaplanoğlu, regista (Turchia)

## Palmarès

### Concorso
- Palma d'oro: La vita di Adele (La Vie d'Adèle), regia di Abdellatif Kechiche (Francia/Belgio/Spagna)
- Grand Prix Speciale della Giuria: A proposito di Davis (Inside Llewyn Davis), regia di Joel ed Ethan Coen (Stati Uniti d'America)
- Prix de la mise en scène: Heli, regia di Amat Escalante (Messico)
- Prix du scénario: Il tocco del peccato - A Touch of Sin (Tian Zhu Ding), regia di Jia Zhangke (Cina)
- Prix d'interprétation féminine: Bérénice Bejo per Il passato (Le Passé) di Asghar Farhadi
- Prix d'interprétation masculine: Bruce Dern per Nebraska di Alexander Payne
- Premio della giuria: Father and Son (Soshite chichi ni naru), regia di Hirokazu Kore-eda (Giappone)

### Un Certain Regard
- Premio Un Certain Regard: L'Image manquante, regia di Rithy Panh
- Premio della giuria: Omar, regia di Hany Abu-Assad
- Premio per la regia: Alain Guiraudie per Lo sconosciuto del lago (L'Inconnu du lac)
- Premio A Certain Talent: al cast di La Jaula de Oro, regia di Diego Quemada-Diez
- Premio Avenir: Prossima fermata Fruitvale Station (Fruitvale Station), regia di Ryan Coogler

### Settimana internazionale della critica
- Gran Premio Settimana internazionale della critica: Salvo, regia di Fabio Grassadonia e Antonio Piazza (Italia/Francia)
- Premio SACD: Le Démantèlement, regia di Sébastien Pilote (Canada)

### Quinzaine des Réalisateurs
- Premio Art Cinéma: Tutto sua madre (Les Garçons et Guillaume, à table!), regia di Guillaume Gallienne (Francia)
- Premio Europa Cinema Label: Il gigante egoista (The Selfish Giant), regia di Clio Barnard (Regno Unito)
- Premio SACD: Tutto sua madre (Les Garçons et Guillaume, à table!), regia di Guillaume Gallienne (Francia)

### Altri premi
- Caméra d'or: Ilo Ilo, regia di Anthony Chen (Singapore)
- Premio Fipresci:
  - Concorso: La vita di Adele (La Vie d'Adèle), regia di Abdellatif Kechiche
  - Un Certain Regard: Dastneveštehā nemi-sōzand, regia di Mohammad Rasoulof
  - Sezioni collaterali: Blue Ruin, regia di Jeremy Saulnier
- Premio della Giuria Ecumenica: Il passato (Le Passé), regia di Asghar Farhadi
  - Menzione speciale della Giuria Ecumenica: Soshite chichi ni naru, regia di Hirokazu Kore-eda, e Miele, regia di Valeria Golino
- Queer Palm: Lo sconosciuto del lago (L'Inconnu du lac), regia di Alain Guiraudie
- Trofeo Chopard:
  - Rivelazione femminile: Blanca Suárez
  - Rivelazione maschile: Jeremy Irvine
- Premio François Chalais: Grand Central, regia di Rebecca Zlotowski
- Palm dog: Baby Boy in Dietro i candelabri (Behind the Candelabra)